# Brian Harper (Basketballspieler)
Brian Harper (* 19. Juli 1985) ist ein US-amerikanischer Basketballspieler. Nach dem Studium in seinem Heimatland begann Harper 2007 eine Karriere als Profi in Norwegen. Nach Stationen in Südkorea, der NBA Development League (D-League) und drei Jahren bei den Toyama Grouses in der japanischen bj league spielt Harper ab 2012 in der deutschen Basketball-Bundesliga.

## Karriere
Nach dem Schulabschluss in Stone Mountain, einem Vorort von Atlanta, ging Harper zum Studium an das afroamerikanisch geprägte Paine College in Augusta in seinem Heimatstaat, wo er von 2003 bis 2007 für die Hochschulmannschaft Lions in der Division II der NCAA spielte. Obwohl die Ausbildung an einer Hochschule der Division II keine besonders günstigen Voraussetzungen für eine Karriere als professioneller Sportler bietet, startete Harper anschließend eine Karriere als Profi und spielte zunächst in der norwegischen Liga für Gimle BBK aus Bergen. Der Aufsteiger in die höchste Spielklasse BLNO erreichte mit Harper als Topscorer der Mannschaft mit gut 25 Punkten pro Spiel den siebten und drittletzten Tabellenplatz. In der Saison 2008/09 versuchte sich Harper in der Korean Basketball League für KCC Egis, doch sein Vertrag wurde bereits nach neun Einsätzen beendet. Ab Februar 2009 hatte Harper dann in seiner Heimat noch einzelne Einsätze in der D-League für die Sioux Falls Skyforce und die Reno Bighorns.
Für die Saison 2009/10 ging Harper zurück nach Ostasien, wo er in der japanischen bj league für die Grouses aus Toyama spielte. Mit dieser Mannschaft erreichte er in der Eastern Conference der bj league nur hintere Platzierungen, bevor mit unter anderem zusammen Devin Searcy in der Saison 2011/12 mit nahezu ausgeglichener Saisonbilanz eine Mittelfeldplatzierung in der regulären Saison gelang. Trotzdem schied man in den Play-offs um den Titel erneut in der ersten Runde aus. Für die Basketball-Bundesliga 2012/13 wurde Harper vom deutschen Erstligisten TBB Trier verpflichtet, wo er in der jungen Mannschaft von Trainer Henrik Rödl als eine der erfahreneren Spieler agierte. Die Mannschaft erreichte mit 15 Saisonsiegen in 34 Spielen einen guten zwölften Tabellenplatz, ohne sich für die Play-offs qualifizieren zu können. Anschließend bekam er für die Basketball-Bundesliga 2013/14 einen Vertrag beim Ligakonkurrenten Eisbären aus Bremerhaven, dessen neuer Cheftrainer Calvin Oldham bereits Trainerassistent bei Harpers früherem Verein KCC Egis und von Rödl bei Alba Berlin gewesen war. Bei den Eisbären spielte Harper unter anderem auch wieder mit Devin Searcy zusammen. Nach schwachem Saisonstart erreichten die Eisbären mit zwölf Saisonsiegen auf dem zwölften Tabellenplatz noch den sicheren Klassenerhalt. Im Rahmen des BBL All-Star Games nahm Harper 2014 zum zweiten Mal hintereinander am „Dunking-Wettbewerb“ teil. In 33 Bundesliga-Spielen für Bremerhaven erzielte er im Schnitt 5,9 Punkte und 4,0 Rebounds pro Partie.
In der Saison 2014/15 war er Führungsspieler beim zypriotischen Erstligisten AEK Larnaca, gewann mit der Mannschaft den Meistertitel und wurde vom Internetportal Eurobasket.com zum besten ausländischen Spieler der Liga gewählt. Es folgten Stationen bei Tartu Ulikool/Rock in Estland, dem japanischen Klub Tokyo Hachioji Trains, Hapoel Ramat Gan in Israel und Apoel Nikosia (Zypern).